# 켄터키주의 대학 목록
다음은 미국 켄터키주의 대학 목록이다.

## 공립
- 켄터키 주립 대학교
- 켄터키 대학교
- 루이빌 대학교

## 사립
- 트랜실베이니아 대학교
- 남 침례교 신학교

## 같이 보기
- 미국의 대학 목록